# چارلز گالتون داروین
 چارلز گالتون داروین (انگلیسی: Charles Galton Darwin؛ زاده ۱۸ دسامبر ۱۸۸۷ درگذشته ۳۱ دسامبر ۱۹۶۲) یک دانشمند اهل بریتانیا بود.